# Levanzo
Levanzo ist eine der Ägadischen Inseln im Mittelmeer vor der Westküste Siziliens. Administrativ gehört Levanzo als Fraktion zur Gemeinde Favignana im Freien Gemeindekonsortium Trapani der Autonomen Region Sizilien.
Die Insel liegt nördlich der Hauptinsel der Inselgruppe, Favignana, und hat eine Fläche von 5,82 km². Höchste Erhebung ist der Pizzo Monaco mit 278 m. Levanzo hat 222 Einwohner (Stand Volkszählung 2001).
Der antike Name der Insel war Phorbantia, nach einer dort vorkommenden Pflanzenart. Unter den Römern hieß Levanzo Buccina. Lange blieb die Insel unbewohnt und diente offenbar als Rinderweide.
Die bekannteste Sehenswürdigkeit Levanzos ist die Grotta del Genovese mit Malereien aus dem 10. Jahrtausend v. Chr.

## Quellen

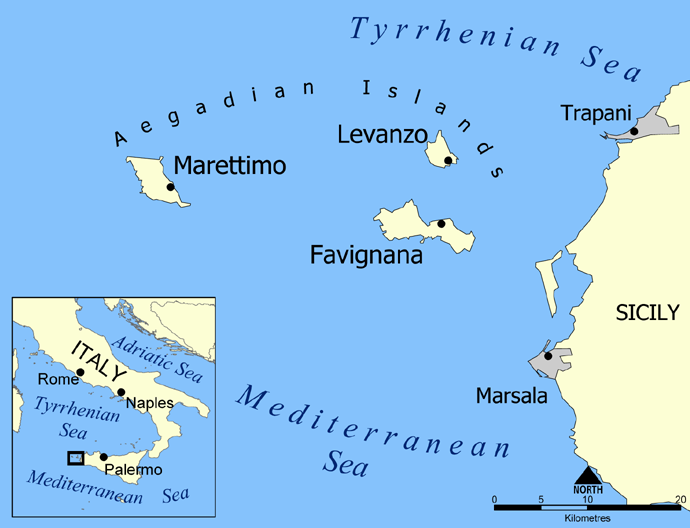
Karte der Ägadischen Inseln